# Cinco Bayou
Cinco Bayou est une ville américaine située dans le comté d'Okaloosa en Floride.

## Démographie
| 1960 | 1970 | 1980 | 1990 | 2000 | 2010 |
| ---- | ---- | ---- | ---- | ---- | ---- |
| 643  | 362  | 202  | 322  | 377  | 383  |

Selon le recensement de 2010, Cinco Bayou compte 383 habitants. La municipalité s'étend sur 0,18 milles carrés (0,47 km2).